# Офиолиты
Офиоли́ты (офиоли́товый комплекс или ассоциация)(от греч. όφις — змея и λίθος — камень, досл.: «змеевик» — русское название серпентинитов) — ассоциация горных пород, встречаемая на континентах. Считается остатками древней океанической коры, поднятой на поверхность. Представлена закономерным чередованием снизу вверх ультраосновных и основных интрузивных (дуниты, перидотиты, пироксениты, различные габбро, тоналиты), эффузивных (преимущественно базальты и их туфы) и глубоководных кремнистых осадочных отложений.

## История изучения
Первоначально, в XIX веке, термин «офиолит» использовался как название изменённых ультраосновных пород — серпентинитов. В 1905 году немецкий геолог Густав Штейнманн предложил использовать термин «офиолиты» для обозначения не отдельной породы, а характерной «триады» пород, обычно встречающихся вместе в центральных зонах складчатых систем, а именно серпентинизированных гипербазитов, габбро, базальтов и радиоляритов. Сущность этого парагенеза пород долго интерпретировалась ошибочно, в частности габбро и гипербазиты считались интрузивными и более молодыми, чем базальты и радиоляриты.
В рамках теории геосинклиналей офиолитовые комплексы связывались с проявлением магматизма в начальные стадии формирования геосинклинальных систем.
С появлением тектоники плит становится ясно, что офиолиты представляют собой фрагменты океанической коры и интерес к ним резко возрастает: на них были построены первые разрезы океанической коры, установлены закономерности её строения. Все эти данные послужили вескими доводами в пользу тектоники плит. Однако остро стал вопрос о их соответствии типичной океанической коре. Дело в том, что раз уж нормальная кора почти полностью уходит в мантию, то значит офиолиты образуются при неком необычном стечении обстоятельств, а следовательно могут и отличаться от обычной океанической коры.
Интерес к офиолитам не утихает до сих пор. Их изучение позволяет получить непосредственную информацию о закрывшихся океанах, мантийных процессах, и т. п. Даже самые изученные комплексы непрерывно приносят новые открытия.
Важную роль они играют в палеореконструкциях и террейновом анализе.

## Структура
Офиолитовая ассоциация представляет собой фрагменты древней океанической коры, сохранившиеся в складчатых областях континентальной коры. Подавляющая часть океанической коры (более тяжёлой, чем континентальная кора) поглощается в мантии в зонах субдукции, и лишь малая часть сохраняется в земной коре в виде офиолитов.
В полной офиолитовой ассоциации снизу вверх по разрезу представлены следующие типы пород (снизу вверх):
1. Ультрабазитовый комплекс, состоящий из гарцбургитов, лерцолитов и дунитов в различных количественных соотношениях, обычно обладающих текстурами тектонитов и в большей или меньшей степени серпентинизированных.
2. Слой расслоенных габброидных интрузий, как правило, менее деформированными по сравнению с породами ультрабазитового комплекса.
3. Комплекс параллельных даек диабазов.
4. Комплекс базальтов, обычно с подушечной отдельностью и кремнистые (в меньшем количестве карбонатные и тонкозернистые терригенные) осадки.

Все эти слои характерны и для типичной океанической коры, и возникают в результате спрединга в срединно-океанических хребтах.

### Структурное положение офиолитов
Офиолитовые комплексы образуют пакеты тектонических пластин, надвинутых на вмещающие отложения. В подошве офиолитовых аллохтонов залегают серпентинитовые меланжи.
Породы подстилающего автохтона нередко подвергнуты специфическому контактовому метаморфизму с обратной зональностью. Он возникает за счёт высокой, почти мантийной, температуры нижней части офиолитовой пластины. При заползании этой пластины на континентальную кору тепло от пластины прогревает нижележащие толщи. В результате получается зональный метаморфический комплекс, в котором высокотемпературные зоны лежат выше низкотемпературных. Такое сочетание очень необычно для метаморфических комплексов: в подавляющем большинстве случаев тепло идёт снизу вверх, и соответственно расположена метаморфическая зональность.

## Возраст офиолитов
Вопрос о времени появления типичных офиолитов имеет большое значение для понимания истории Земли. Появление таких комплексов означает начало действия механизма тектоники плит. На сегодня самые древние комплексы установлены в Карелии, Вайоминге и Китае. Они имеют архейский возраст.

## Крупнейшие офиолитовые комплексы
Офиолиты обнаружены почти во всех складчатых областях, но в большинстве случаев они представлены фрагментами комплекса и хорошо проявленная офиолитовая последовательность встречается относительно редко. Такие комплексы стали модельными, на них проведено огромное число разнообразных исследований. К их числу можно отнести:
- Комплекс Троодос на Кипре;
- Офиолиты на Оманском полуострове (офиолитовый комплекс Семаил);
- Остров Новая Каледония почти полностью сложен офиолитами.
- Агардакская офиолитовая зона
- Щучинский офиолитовый комплекс

## Полезные ископаемые, связанные с офиолитами
К гарцбургит-дунитовым комплексам в офиолитах нередко приурочены залежи хромитов, часто с высокими содержаниями платины. Примером таких месторождений являются хромитовые месторождения Урала. Также крупное месторождение этого типа расположено в Турции.
При выветривании офиолитов в условиях тропического климата образуются коры выветривания, обогащённые никелем и кобальтом. Они разрабатываются на островах Новая Каледония и на Кубе.
При изменении ультраосновных частей офиолитовых комплексов могут возникать месторождения асбеста, брусита, магнезита, змеевика и др. В офиолитах Восточных Саян широко распространены апогипербазитовые месторождения нефрита — Оспинское месторождение.
К апикальным частям разрезов офиолитов часто приурочены колчеданные месторождения, связанные с деятельностью гидротермальных систем.